# Лагунов, Николай Михайлович
Николай Михайлович Лагунов (11 декабря 1905, Которск, Санкт-Петербургская губерния — 25 июля 1978, СССР) — начальник Управления НКГБ по Ленинградской области, полковник государственной безопасности (1943).

## Биография
Родился 11 декабря 1905 года в деревне Которск (ныне — в Плюсском районе Псковской области) в русской семье. В 1924—1927 на комсомольской работе в Ленинградской области. В 1927—1929 годах на военной службе, затем на партийной и сельскохозяйственной работе. В 1937—1938 годах второй, затем первый секретарь Дновского райкома ВКП(б). В 1938—1939 годах заведующий отделом советской торговли Ленинградского обкома и горкома ВКП(б). С января 1939 года — в органах НКВД. В 1939 был представителем Ленинградского НКВД по «оформлению» затянувшихся «дел» репрессий 1937—1938 на Особом совещании при НКВД СССР. В 1940 году начальник опергруппы НКВД в Выборге, затем заместитель начальника Управления НКВД, с 26 февраля до 23 августа 1941 начальник Управления НКВД по Ленинградской области. В 1941—1943 годах начальник Северо-Западного управления строительства оборонительных сооружений НКВД — НКО СССР (Северо-Западный фронт). В 1943 году откомандировывается в Управление НКВД по Ульяновской области на должность заместителя начальника Управления, в 1944—1947 годах начальник УНКГБ-УМГБ Псковской области, затем возвращается в Ленинград, где работает на руководящих должностях в Управлении МВД Ленинградской области (в 1948 году находился в резерве Управления кадров МВД СССР). Был снят с должности заместителя Ленинградского областного Управления МВД за «потерю бдительности» по Ленинградскому делу и в 1950 году переведён в Дальстрой, где работал начальником Горнопромышленного управления в Омсукчане, затем на руководящих должностях в Магадане. По увольнении в 1955 году на пенсию по болезни проживал в Ленинграде.

### Звания
- старший майор государственной безопасности, 07.04.1940.
- полковник государственной безопасности, 23.06.1943.

### Награды
- Три ордена «Красной Звезды»;
- орден «Красного Знамени»;
- орден «Отечественной Войны II степени».